# Superintendencia Nacional de Migraciones
La Superintendencia Nacional de Migraciones es un organismo del Estado Peruano adscrito al Ministerio del Interior  encargado del control migratorio de nacionales y extranjeros en resguardo de la seguridad interna del país.
Su creación se ordenó a través del Decreto Legislativo N° 1130 del 7 de diciembre de 2012.
El actual Superintendente Nacional de Migraciones es el licenciado Armando García Chunga.

## Historia
Nombrada simplemente como Migraciones, la superintendencia es responsable del control migratorio en Perú. Se encarga de ofrecer la ciudadanía a los inmigrantes, así como la emisión de documentos de viaje a ciudadanos nacionales y extranjeros.

## Historial de autoridades
| Periodo                            | Superintendente Nacional de Migraciones                                        |
| ---------------------------------- | ------------------------------------------------------------------------------ |
| Diciembre 2022 - Actualmente       | Armando Benjamín García Chunga (Resolución Suprema N.° 285-2022-IN)            |
| Marzo 2022- diciembre 2022         | Jorge Armando Fernández Campos (Resolución Suprema N.° 064-2022-IN)            |
| Septiembre de 2021 - marzo de 2022 | Martha Cecilia Silvestre Casas (Resolución Suprema N.º 178-2021-IN)            |
| Marzo de 2019 - septiembre de 2021 | Frieda Roxana del Águila Tuesta (Resolución Suprema N.º 032-2019-IN)           |
| Agosto de 2016 - octubre de 2018   | Eduardo Alfonso Sevilla Echevarría (Resolución Suprema N.º 210-2016-IN)        |
| Marzo de 2015 – agosto de 2016     | Boris Gonzalo Potozen Braco (Resolución Suprema N.° 093-2015-IN)               |
| Agosto de 2014 – marzo de 2015     | General (r) PNP Edwin Ramón Palomino Vega (Resolución Suprema N.º 135-2014-IN) |
| Diciembre de 2012 - abril de 2014  | Edgard Cornelio Reymundo Mercado (Resolución Suprema N.° 188-2012-IN)          |

## Funciones

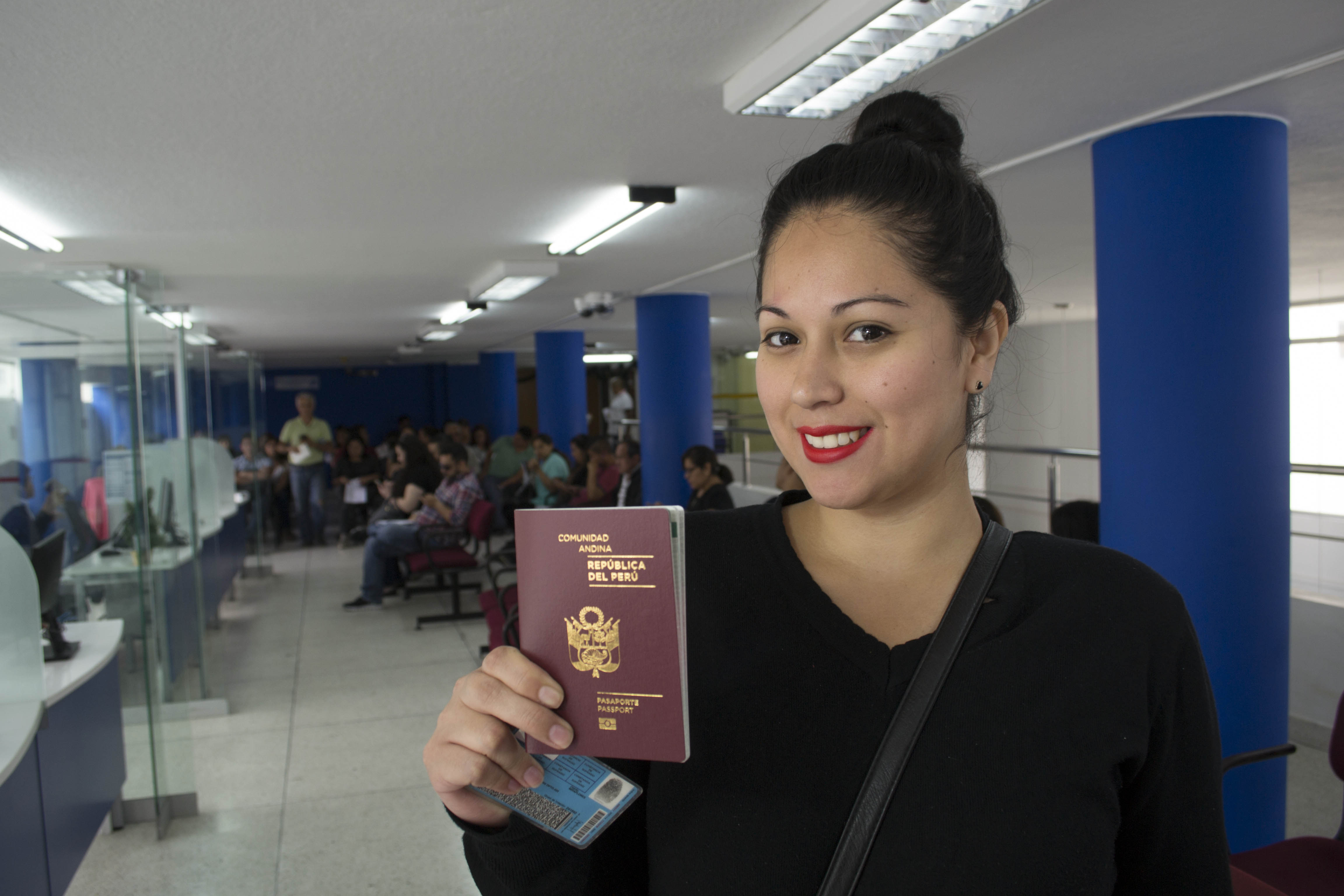
Pasaporte peruano

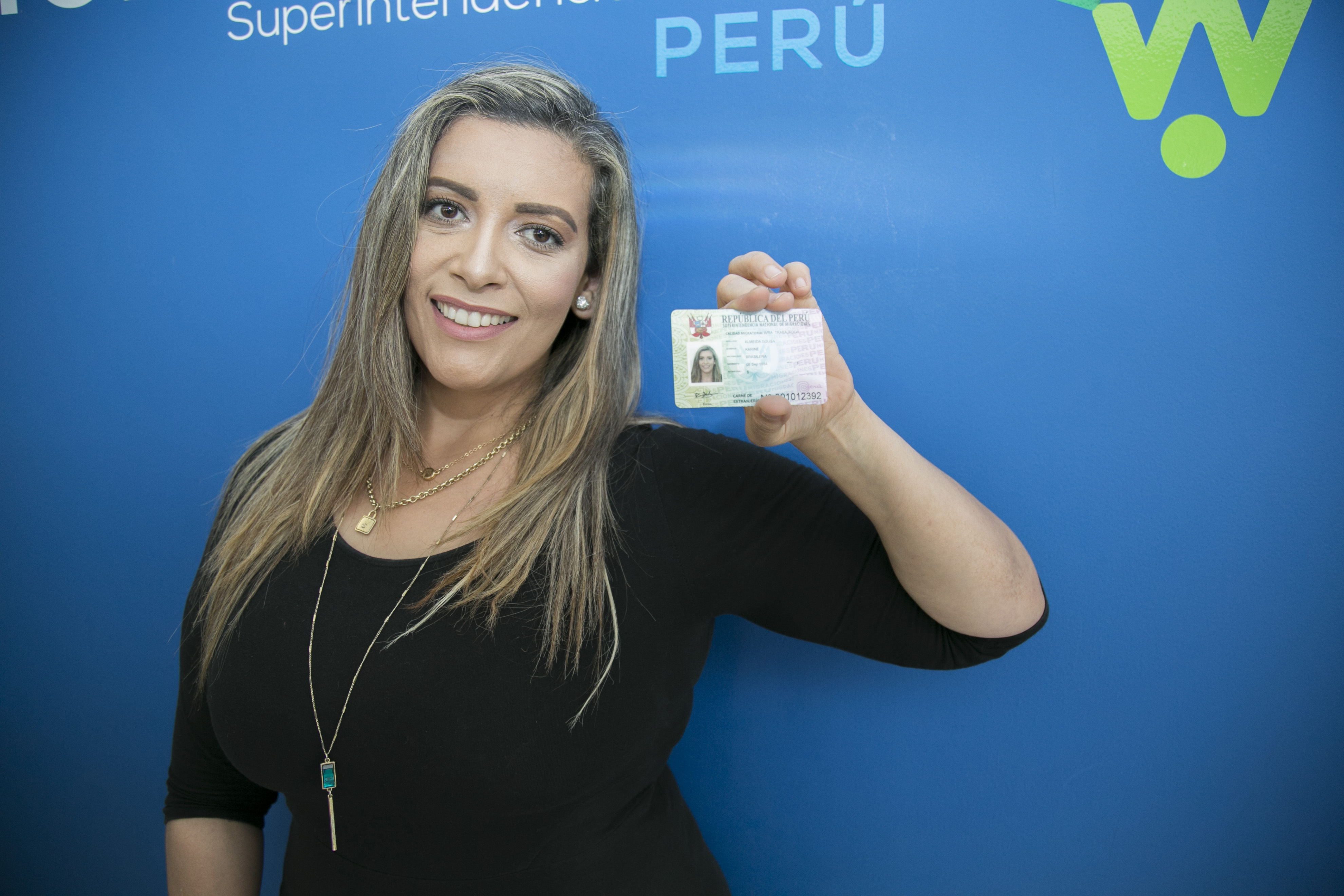
Carné de extranjería

- Establece políticas migratorias a nivel interno (dentro de su competencia), promoviendo así la integración de las personas migrantes a nuestra sociedad.

- Administra, supervisa, fiscaliza, norma y también sanciona las actividades que le competen.
- MIGRACIONES aprueba y autoriza las visas, prórrogas de permanencia y residencia, así como el cambio de clase de visa y calidad migratoria.
- Regulariza la condición migratoria de extranjeros, conforme a los requisitos establecidos en la normatividad vigente y convenios.
- Otorga y renueva los documentos que acrediten la permanencia o residencia legal de personas extranjeras.
- Mantiene actualizado el Registro de Extranjeros.
- Registra el movimiento migratorio de las personas, conservando un sistema de información estadística.
- Expide pasaportes, salvoconductos o documentos de viaje.
- Expide Permiso Temporal de Permanencia y Carné de Extranjería a ciudadanos extranjeros.
- Otorga registro de nacionalidad peruana por nacimiento y opción; así como los títulos de naturalización y doble nacionalidad
- Otros.

## Sucursales

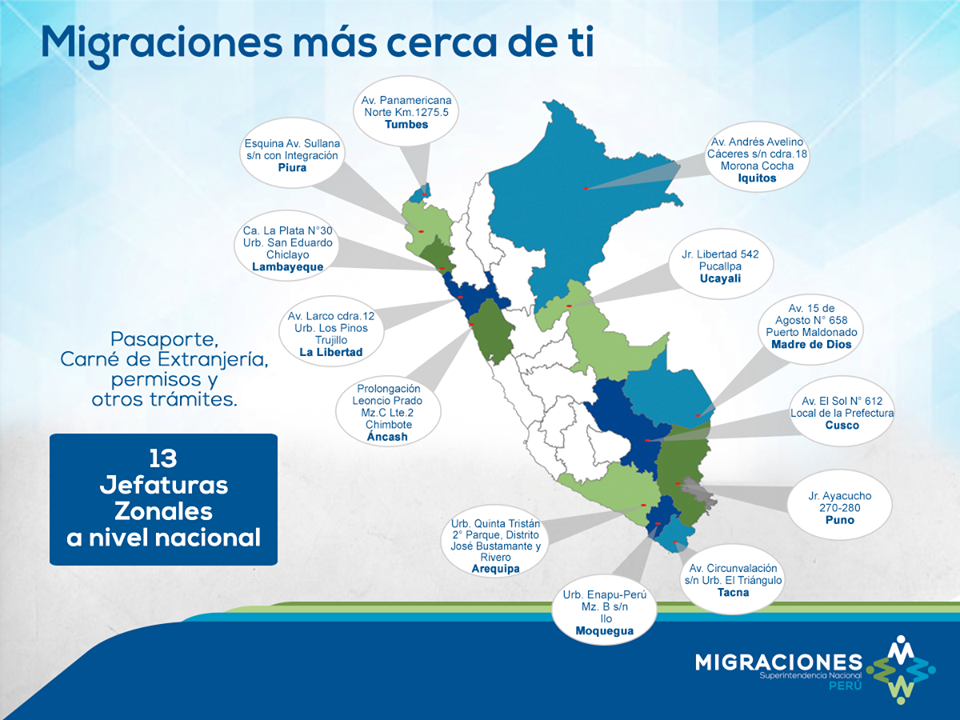
Las 13 jefaturas zonales a nivel nacional.

Además de provincia de Lima, que aloja la sede central y 7 oficinas, a nivel nacional se cuenta con 15 jefaturas zonales. Cada jefatura, al igual que la entrega del DNI en RENIEC, el ciudadano peruano y/o extranjero puede tramitar su pasaporte, solicitar movimiento migratorio, entre otros.
- Arequipa
- Chiclayo
- Chimbote
- Cuzco
- Huancayo
- Ilo
- Iquitos
- Piura
- Pucallpa
- Puerto Maldonado
- Puno
- Tacna
- Trujillo
- Tarapoto